# NGC 4166
NGC 4166 is een lensvormig sterrenstelsel in het sterrenbeeld Hoofdhaar. Het hemelobject werd op 15 maart 1885 ontdekt door de Duitse astronoom Ernst Wilhelm Leberecht Tempel.

## Synoniemen
- UGC 7198
- MCG 3-31-68
- ZWG 98.96
- PGC 38882